# Bynoe River
Der Bynoe River ist ein Flussarm des Flinders River im Nordwesten des australischen Bundesstaates Queensland. 

## Geographie

### Flusslauf
Der Flussarm zweigt etwa 38 Kilometer südwestlich von Normanton vom Flinders River ab und fließt von da aus direkt nach Norden. Er unterquert den Savannah Way bei Daroo Pocket und strömt in eine Lehmebene, die als wichtiges Vogelschutzgebiet gilt. Ungefähr 15 Kilometer westlich von Karumba mündet er in den Golf von Carpentaria.

### Nebenflüsse mit Mündungshöhen
- Saltwater Creek – 0,5 m[1]